# Anna Karenina (miniserie televisiva 1974)
Anna Karenina è uno sceneggiato televisivo prodotto dalla Rai e trasmesso fra novembre e dicembre 1974.

## Storia
Riduzione televisiva del romanzo omonimo Anna Karenina di Lev Tolstoj, fu realizzato nella fase finale della stagione dei grandi sceneggiati della RAI basati su celeberrime opere letterarie.
La sua produzione avvenne in concomitanza del centenario di pubblicazione dell'opera tolstojana che racconta l'impossibile ricerca della felicità e le vicissitudini di una donna, Anna Karenina appunto, innamorata e votata al suicidio come estremo atto di accusa verso l'atteggiamento gretto e puritano della società di quell'epoca.
La lavorazione della fiction fu piuttosto laboriosa e lunga (quattro mesi sul set con l'impiego di numerosi attori per complicate scene corali con danze in salotti ottocenteschi affollati da eleganti dame e azzimati cavalieri).

## Critica
Recensendo il lavoro in occasione della ripubblicazione in DVD della Fabbri Editori, il critico Maurizio Porro ha sottolineato come lo sceneggiato evidenziasse la modernità della protagonista Anna, eroina romantica e donna appassionata che "in pieno '800 si ribella alle convenzioni e alle convenienze familiari. Pazza d'amore per il conte Vronski perde il figlio e il suo posto nell'alta società che viaggia da Mosca a Pietroburgo".
Pur nella fase discendente dello stile degli sceneggiati in bianco e nero che di lì a non molti anni avrebbero lasciato il posto alle più moderne miniserie televisive, Anna Karenina secondo Porro registra, soprattutto grazie alla mano del regista Bolchi (capace di "una sottigliezza e di una ferocia espressiva rare"), una "vitalità nuova".
"Tra valzer, inchini e vestiti da sera, ma anche tra discussioni sul futuro e sul ruolo degli operai e dei contadini in una nuova società - è la conclusione del critico - il romanzo è esplorato dai riduttori Bolchi e Mainardi con un'aderenza che non rinuncia ad alcune delle ricchezze politiche, religiose, sociali dell'autore".
La morale del racconto, in sostanza, è racchiusa nell'affermazione in incipit secondo cui se tutte le famiglie felici lo sono per la medesima ragione, quelle infelici lo sono per ragioni sempre diverse.
Di medesimo tenore è il commento al relativo lemma riportato nell'Enciclopedia della televisione curata da Aldo Grasso, che sottolinea come, "venendo incontro alle richieste di un pubblico che sembrava reclamare gli sceneggiati della televisione delle origini", il lavoro di Bolchi si sforzasse "di mantenere in vita un genere in cui la RAI incominciava a non credere più".
Anna Karenina è stata mandata in onda in replica nel marzo 2010 dal canale satellitare Rai Storia nell'ambito del ciclo Rewind.

## Cast
Oltre agli interpreti principali, il cast era composto da:
- Giuliana Calandra
- Elisa Cegani
- Caterina Boratto
- Mariolina Bovo